# Эдвардс, Мария
Мария Эдвардс Макклюр (исп. María Edwards Mac Clure 11 декабря 1893, Сантьяго, Чили — 8 июня 1972, там же) (также известная как Мария де Эдвардс Эррасурис, Мария Эррасурис или Мадам  Эррасурис) — гражданка Чили, участница французского Сопротивления, спасавшая еврейских детей во время Холокоста во Франции.

## Биография
Мария Эдвардс родилась в Сантьяго, в семье Агустина Эдвардса Росса и Марии Луизы Макклюр Оссандон. Будучи совсем юной, она вышла замуж за дипломата Гильермо Эррасуриса Вергара. После свадьбы они переехали в Париж, где её муж занял дипломатический пост. В 1922 году Гильермо покончил жизнь самоубийством, а Мария осталась жить во Франции. В 1926 году она вторично вышла замуж за французского писателя Жака Фейдо, но вскоре они развелись.
Во время немецкой оккупации она работала медсестрой в больнице Ротшильда. Она стала членом французского сопротивления и многократно спасала еврейских детей, которых нацисты планировали отправить в концентрационные лагеря чтобы впоследствии уничтожить. В частности, Мария спасла Бетти и Марселя Фридман, чья мать была убита нацистами.
Гестапо арестовало Марию, её допрашивали и пытали, ей чудом удалось выжить.
В 1960 году Мария Эдвардс вернулась в Чили, где жила частной жизнью.
Мария Эдвардс умерла в Сантьяго 8 июня 1972 года.

## Награды
2 сентября 1953 года Мария Эдвардс была награждена Орденом Почётного легиона за заслуги перед Францией.
В 2005 году Институт Катастрофы и героизма Яд ва-Шем присвоил ей почетное звание Праведника мира. Торжественная церемония награждения с участием двух внучек Марии Эдвардс состоялась 7 ноября 2006 года в Сантьяго с участием посла Израиля в Чили Давида Коэна.

## Память
С 2017 года в Париже её именем названа площадь Парви Клэр-Хейман-и-Мария-Эррасурис (Площадь Клэр Хейман и Марии Эдвардс).